# 林欣德
林欣德（1976年12月20日—），台灣政治人物，出生於中華民國台灣省南投縣。2022年由台灣民眾黨推薦為臺中市第九選舉區議員候選人，未當選。

## 爭議事件
EMBA先修班遭當
2023年5月，聯合報取得獨家報導，林欣德指控東海大學許恩得老師以零分當了他。東海大學則聲明，案件已進入申訴程序，將依照申訴委員會的決議辦理。。
爭議言論
2025年4月，主持人嘻小瓜於社群發布影片，林欣德留言反諷。16日，台灣民眾黨發言人吳怡萱稱林欣德為停權中之黨員，本案會移請中評會依法議處。